# Ricardo Lagos Weber

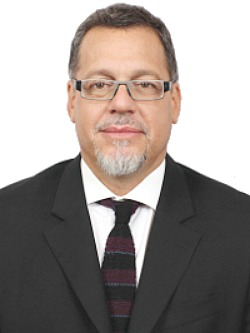
Ricardo Lagos Weber, 2018

Ricardo Lagos Weber (* 21. Februar 1962 in Durham (North Carolina), Vereinigte Staaten) ist ein chilenischer Anwalt und Politiker, der der Partido por la Democracia angehört. Er war vom 11. März 2005 bis 6. März 2007 Generalsekretär im Kabinett Bachelet I. Seit 2010 gehört er als Vertreter der Región de Valparaíso dem Senat von Chile an, dem er zwischen März 2016 und März 2017 als Präsident vorstand. Er ist der Sohn des früheren Präsidenten Ricardo Lagos.

## Familie
Lagos Weber ist der Sohn von Ricardo Lagos, der von 2000 bis 2006 Präsident Chiles gewesen ist, und dessen Ehefrau Carmen Weber Aliaga. Als er geboren wurde, befand sich sein Vater in einem Promotionsstudiengang an der Duke University in Durham, weshalb er in den Vereinigten Staaten zur Welt kam. 1963 kehrte die Familie nach Chile zurück.
Lagos Weber ist mit Gloria Peña zusammen, mit der er zwei Kinder hat.

## Ausbildung und Berufsleben
Nach dem Putsch in Chile 1973 begab sich seine Familie ins Exil, wodurch er verschiedene Schulen in Chile, Argentinien und den Vereinigten Staaten besuchte. Er beendete die Schule am Colegio San Agustín in der Hauptstadt Santiago de Chile. Zwischen 1981 und 1985 studierte er Rechtswissenschaften an der Universidad de Chile. Er erwarb 1987 einen Bachelor in Rechts- und Sozialwissenschaft. Die Zulassung als Anwalt erhielt er erst am 5. September 2001.
Zwischen Juni und Dezember 1986 erwarb er ein Diplom in Planung und Öffentlicher Politik bei der Wirtschaftskommission für Lateinamerika und die Karibik. Er wechselte danach an die University of Sussex, wo er einen Masterabschluss in wirtschaftlicher Entwicklung erwarb. An der University of Cambridge promovierte er 1991 in Wirtschaftswissenschaften, wofür er ein Stipendium des chilenischen Ministeriums für soziale Entwicklung und Familie erhalten hatte.
Lagos Weber nahm daraufhin eine Tätigkeit in Genf bei der Internationalen Arbeitsorganisation, einer Sonderorganisation der Vereinten Nationen auf. Später kehrte er nach Chile zurück, um in der nationalen Abteilung der gleichen Organisation zu arbeiten. Er hatte parallel dazu einen Lehrauftrag an der Universidad de Chile und war als Berater für verschiedene internationale Organisationen wie UNICEF, UNDP und die OECD tätig.

## Politische Laufbahn

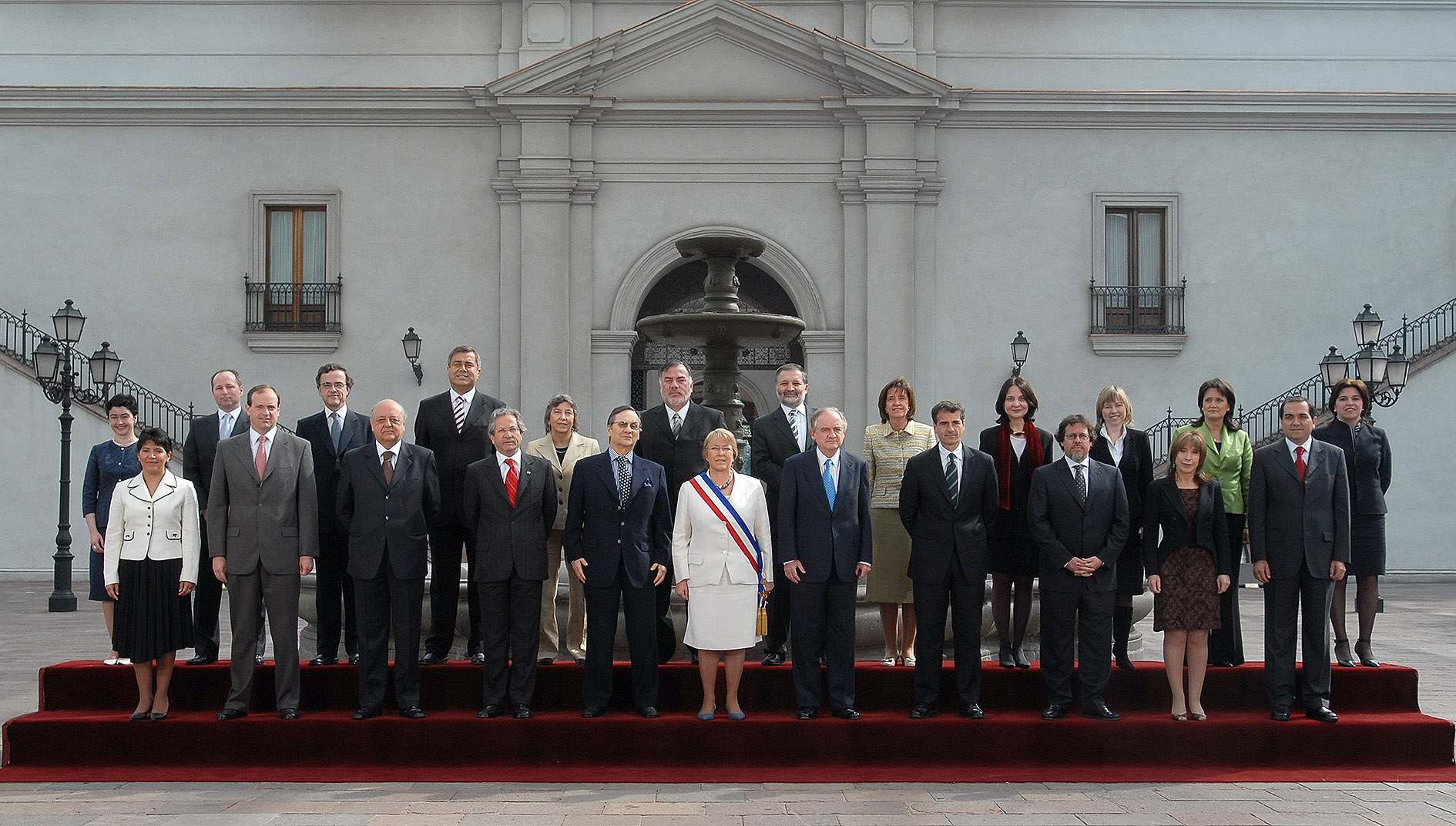
Lagos Weber (vorne, 3.v.r.) mit dem ersten Kabinett unter Michelle Bachelet

Lagos Weber gehört ebenso wie sein Vater der Partido por la Democracia an. Er war zwischen 1995 und 1996 als Berater der chilenischen Finanzministers Eduardo Aninat Ureta tätig. In dieser Funktion hatte er Kontakt zur Asiatisch-Pazifischen Wirtschaftsgemeinschaft (APEC). 2004 war er für die Abhaltung des APEC-Chile-Gipfels verantwortlich. Für das chilenische Außenministerium war er bis April 2005 an Verhandlungen zu Freihandelsabkommen mit den Vereinigten Staaten, Kanada, Südkorea, der Europäischen Union und Mittelamerika beteiligt.
Als Michelle Bachelet infolge der Präsidentschaftswahl 2005/2006 die Präsidentschaft übernahm, machte sie Lagos Weber zum Generalsekretär der Regierung. Diese Aufgabe nahm er bis zum 6. Dezember 2007 wahr. Er trat von dem Amt zurück, um sich auf eine Senatskandidatur vorzubereiten. Im April 2008 wurde er zweiter Vizepräsident seiner Partei.
Bei der folgenden Parlamentswahl 2009 trat er in der Región de Valparaíso in einem namhaften Teilnehmerfeld für den Senat an. Er erreichte die meisten Stimmen und erhielt ebenso einen der beiden Plätze wie der RN-Politiker Francisco Chahuán, der frühere Präsidentschaftskandidat Joaquín Lavín hingegen scheiterte. In seiner Partei stieg er im Juni 2014 zum ersten Vizepräsidenten auf. Zwischen März 2016 und März 2017 fungierte Lagos Weber als Präsident des Senats. Bei der Parlamentswahl 2017 wurden wegen der Wahlrechtsreform in Chile 2015 in seinem Wahlkreis erstmals fünf Senatsposten vergeben, von denen er einen ergattern konnte, die anderen gingen an Juan Ignacio Latorre, Isabel Allende, Kenneth Pugh und erneut Chahuán. Lagos Webers zweite Amtszeit im Senat begann im März 2018 und dauert noch bis 2026 an.